# Biotodoma cupido
Espèce
Biotodoma cupido est un poisson d'Amérique du sud.

## Référence
- Heckel : Johann Natterer's neue Flussfische Brasilien's nach den Beobachtungen und Mittheilungen des Entdeckers beschrieben (Erste Abtheilung, Die Labroiden). Annalen des Wiener Museums der Naturgeschichte pp 325-471.